# FitzAlan
FitzAlan var en gammal engelsk adelssläkt av normandiskt ursprung, omtalad redan på Henrik I:s tid (1100-talets början). En av dess medlemmar, John FitzAlan, lord av Oswestry, (1223-1267), förtrogen vän till Edvard I, ärvde 1243 av släkten Albini staden och slottet Arundel, och hans sonson, Richard FitzAlan, (1267-1302), var den förste av släktens många mäktiga medlemmar, som bar titeln earl av Arundel (från 1291).
Richard FitzAlans son, Edmund FitzAlan, 2:e earl av Arundel, (1285-1326), var en av kungagunstlingen Gavestons dödsfiender, men trädde sedan på Edvard II:s sida och avrättades 1326 vid dennes störtande. Hans son, Richard Fitzalan, 3:e earl av Arundel och 9:e earl av Warenne, (omkring 1307-1376), var en av Edvard III:s högst betrodda män, försträckte kungen stora penningsummor till franska kriget, anförde en av engelska härens flyglar vid Crécy (1346) och användes mycket i diplomatiska värv.
En av hans söner, Richard FitzAlan, 4:e earl av Arundel och 10:e earl av Surrey, (1346-1397), vann som amiral flera sjösegrar över fransmännen, spelade en av de ledande rollerna i inbördesstriderna under Rikard II och avrättades, invecklad i en sammansvärjning mot kungen; en annan, ärkebiskop Thomas Arundel, (1353-1414), var under en lång tid Rikard II:s kansler, landsförvisades vid broderns fall 1397, men återkom med Henrik av Lancaster 1399, återfick sin andliga värdighet och var sedan själen i religionsförföljelsen mot lollarderna. Släktens mest berömde medlem var den siste earlen av Arundel inom denna ätt, nämligen Henry FitzAlan, 12:e earl av Arundel. Titeln övergick efter hans död till släkten Howard.